# Vattenfall Cyclassics 2011
16. edycja wyścigu kolarskiego Vattenfall Cyclassics odbyła się w dniu 21 sierpnia 2011 roku i liczyła 215 km. Start i meta wyścigu znajdowała się w Hamburgu. Wyścig ten znajduje się w rankingu światowym UCI World Tour 2011.
Zwyciężył po raz pierwszy w tym wyścigu Norweg Edvald Boasson Hagen z grupy Team Sky. Drugi był Niemiec Gerald Ciolek, a trzeci Słoweniec Borut Božič.
Na starcie pojawiło się dziesięciu polskich kolarzy - siedmiu z CCC Polsat Polkowice (Marek Rutkiewicz (18. miejsce na mecie), Jacek Morajko (76.), Kamil Zieliński (94.), Mateusz Taciak (95.), Mariusz Witecki (96.), Bartłomiej Matysiak (141.) i Paweł Charucki (nie ukończył, podobnie jak kolega z ekipy Niemiec André Schulze) oraz Bartosz Huzarski z Team Netapp (29. miejsce), Maciej Bodnar z Liquigas-Cannondale (142.) i Michał Kwiatkowski z Team RadioShack, który zajął ostatnie, 145. miejsce.

## Uczestnicy
Na starcie wyścigu stanęło 21 ekip. Wśród nich znalazło się osiemnaście ekip UCI World Tour 2011 oraz trzy inne zaproszone przez organizatorów (wśród nich polska zawodowa grupa CCC Polsat Polkowice). 
Lista drużyn uczestniczących w wyścigu:
| Numery  | Kod | Drużyna             |
| ------- | --- | ------------------- |
| 1-8     | GRM | Garmin-Cervelo      |
| 11-18   | SKY | Procycling Sky      |
| 21-28   | OLO | Omega Pharma-Lotto  |
| 31-38   | LEO | Team Leopard-Trek   |
| 41-48   | BMC | BMC Racing Team     |
| 51-58   | THR | HTC - Highroad      |
| 61-68   | LAM | Lampre ISD          |
| 71-77   | SBS | Saxo Bank Sungard   |
| 81-88   | RSH | Team RadioShack     |
| 91-98   | LIQ | Liquigas-Cannondale |
| 101-108 | RAB | Rabobank            |

| Numery  | Kod | Drużyna                 |
| ------- | --- | ----------------------- |
| 111-118 | KAT | Team Katusha            |
| 121-126 | EUS | Euskaltel-Euskadi       |
| 131-138 | AST | Pro Team Astana         |
| 141-148 | MOV | Team Movistar           |
| 151-158 | ALM | AG2R-La Mondiale        |
| 161-168 | QST | Quick Step Cycling Team |
| 171-177 | VCD | Vacansoleil-DCM         |
| 181-188 | SKS | Skil-Shimano            |
| 191-198 | CCC | CCC Polsat Polkowice    |
| 201-208 | APP | Team NetApp             |

## Klasyfikacja generalna
| M-ce | Imię i nazwisko      | Kraj       | Drużyna             | Czas       |
| ---- | -------------------- | ---------- | ------------------- | ---------- |
| 1.   | Edvald Boasson Hagen | Norwegia   | Team Sky            | 4h 49' 40" |
| 2    | Gerald Ciolek        | Niemcy     | Quick Step          | + 0"       |
| 3    | Borut Božič          | Słowenia   | Vacansoleil-DCM     | + 0"       |
| 4    | Simone Ponzi         | Włochy     | Liquigas-Cannondale | + 0"       |
| 5    | José Joaquín Rojas   | Hiszpania  | Team Movistar       | + 0"       |
| 6    | Jurgen Roelandts     | Belgia     | Omega Pharma-Lotto  | + 0"       |
| 7    | Simon Clarke         | Australia  | Pro Team Astana     | + 0"       |
| 8    | Manuel Cardoso       | Portugalia | Team RadioShack     | + 0"       |
| 9    | Grega Bole           | Słowenia   | Lampre ISD          | + 0"       |
| 10   | Michel Kreder        | Holandia   | Garmin-Cervélo      | + 0"       |